# Антарктичний льодовиковий щит

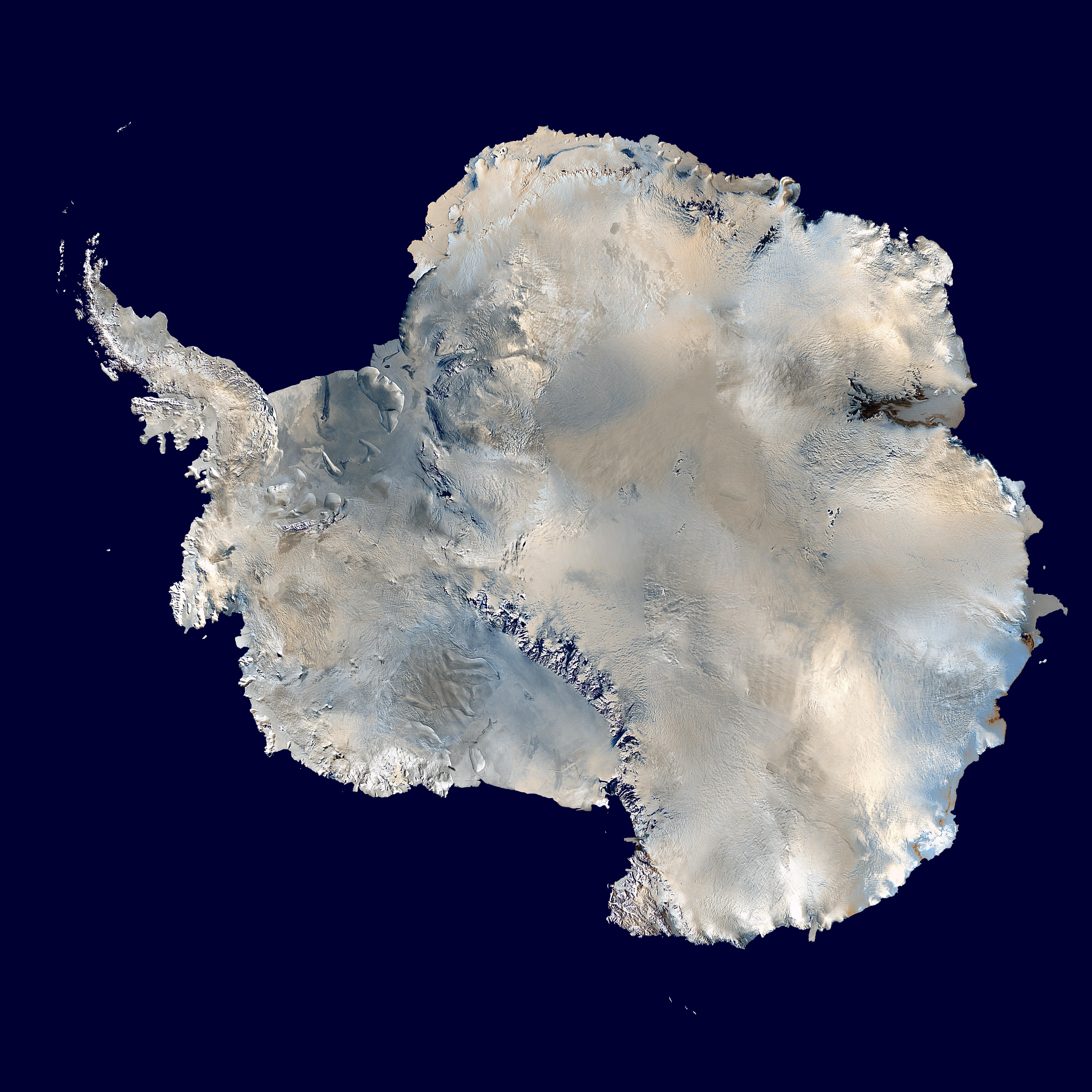
Вигляд Антарктиди із супутника

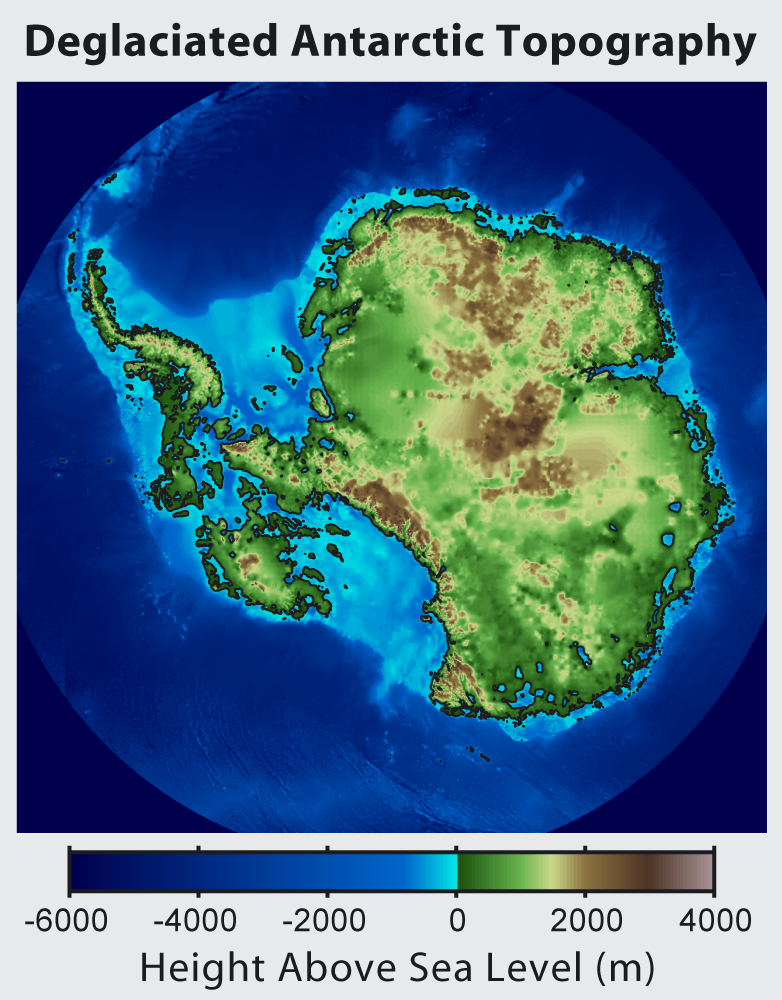

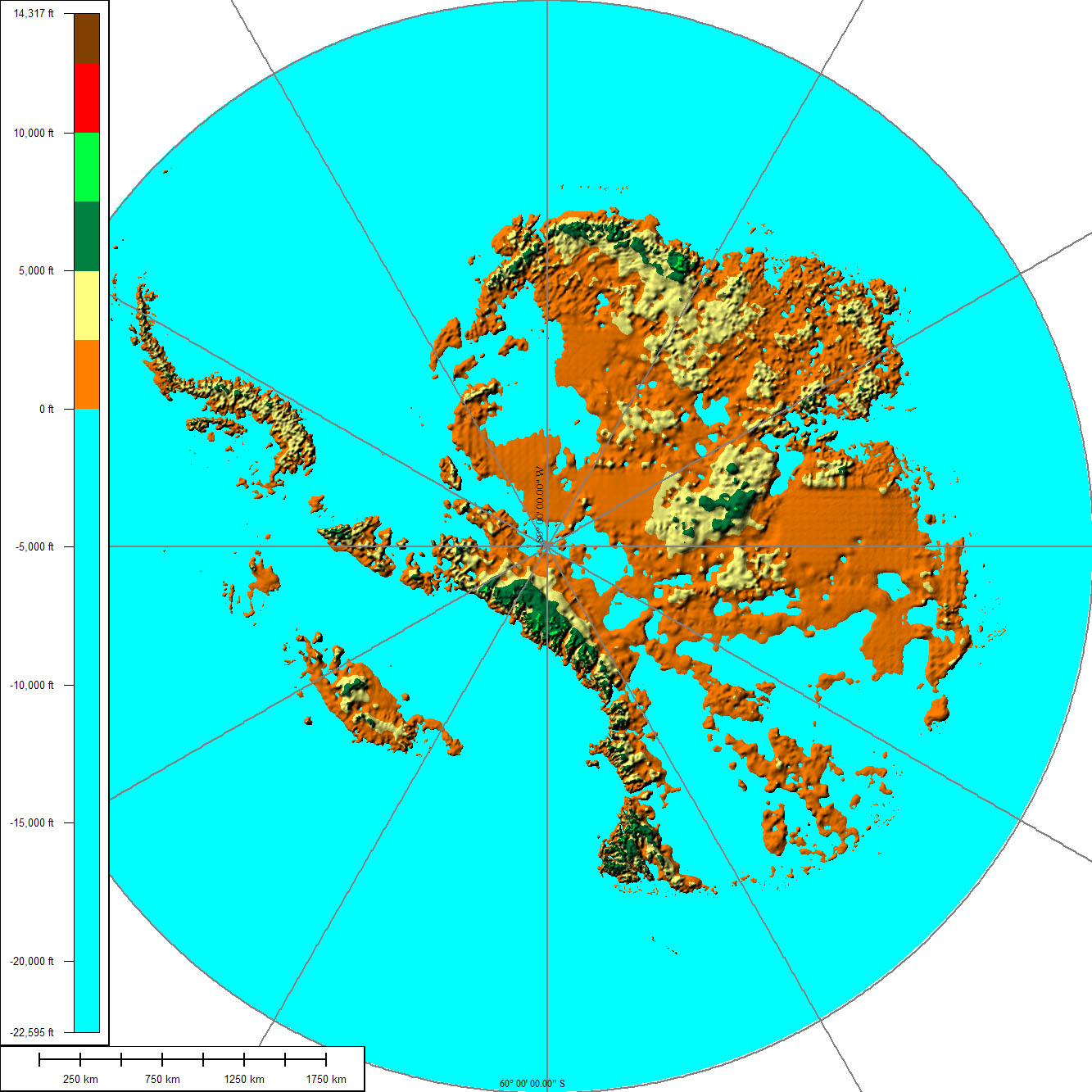
Рельєф поверхні Антарктиди без льодовикового покриву

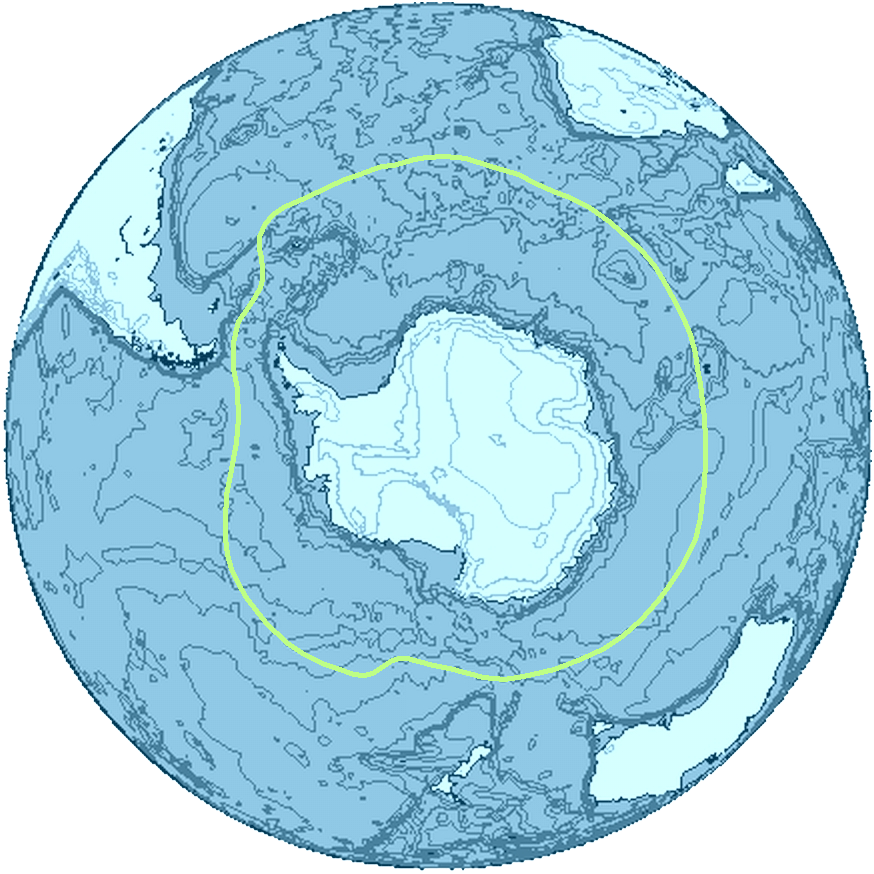
Умовні межі Антарктики

Антарктичний льодовиковий щит — одна з двох полярних льодовикових шапок Землі. Охоплює близько 98 % площі Антарктиди і є найбільшою масою льоду на Землі. Займає площу майже 14 млн км² і містить 30 млн км³ льоду. Тобто, близько 61 % всієї прісної води на Землі знаходиться в антарктичному льодовиковому щиті, що еквівалентно 60 м рівня Світового океану. У Східній Антарктиді, льодовиковий щит має підмурівком континентальні породи, тоді як в Західній Антарктиді підмурівок занурюється на понад 2500 м нижче рівня моря.

## Будова
Має складну будову — утворений злиттям:
- велетенського наземного щита Східної Антарктиди;
- «морського» льодовикового щита Західної Антарктиди;
- плавучих шельфових льодовиків Росса, Ронне, Фільхнера тощо;
- а також кількох гірсько-покривних комплексів Антарктичного півострова:
  - гори Вернадського
  - гори Гамбурцева
  - гори Елсворт (Масив Вінсон)
  - гори Крері
  - гори Трансантарктичні

## Опис складників
- Східно-Антарктичний льодовиковий щит — величезний льодовиковий «корж» площею 10 млн км² і поперечником понад 4 тис. км. Поверхня льоду, прихована під 100 — 150-метровою товщею снігу і фірну, утворює величезне плато з середньою висотою близько 3 км і максимальною — в його центрі — до 4 км, середня товщина льоду Східної Антарктиди дорівнює 2,5 км, а максимальна — майже 4,8 км.
- Західно-Антарктичний льодовиковий щит має істотно менші розміри — площа менше 2 млн км², середня товщина — лише 1,1 км, поверхня не піднімається вище 2 км. Підмурівок цього щита на великих площах занурено нижче рівня океану, його середня глибина близько 400 м.
- шельфові льодовики Антарктиди вельми цікаві, що є плавучим продовженням наземного і «морського» покривів. Загальна площа — 1,5 млн км², причому найбільші з них — шельфові льодовики Росса, Ронне, Фільхнера що займають внутрішні частини морів Росса та Ведделла, мають площі по 0,6 млн км² кожен. Плавучий лід цих льодовиків відокремлений від «основного» щита лініями налягання, а його зовнішні межі утворені фронтальними обривами, або бар'єрами, які постійно оновлюються через відколювання айсбергів. Товщина льоду у тилових меж може доходити до 1-1,3 км, у бар'єрів вона рідко перевищує 150—200 м.
- з гірсько-покривних комплексів антарктичний лід розтікається з декількох центрів до периферії покриву. У різних його частинах цей рух йде з різною швидкістю. У центрі Антарктиди, лід рухається повільно, у льодовикового краю його швидкості зростають до багатьох десятків і сотень метрів на рік. І тут швидше за все рухаються льодовикові потоки, що розвантажуються у відкритий океан. Їх швидкості нерідко досягають кілометра на рік, a один з льодовикових потоків Західної Антарктиди — льодовик Пайн-Айленд — тече зі швидкістю кілька кілометрів на рік.

Проте більшість льодовикових потоків впадає не в океан, а в шельфові льодовики. Льодовикові потоки цього роду рухаються повільніше, їх швидкості не перевищують 300—800 м/рік. Таку «повільність» зазвичай пояснюють опором з боку шельфових льодовиків, які самі, як правило, бувають загальмовані берегами і обмілинами.

## Історія
Обмерзання Антарктиди почалося з рафтингу під час середнього еоцену близько 45,5 мільйонів років тому і поширилося під час еоцен-олігоценового вимирання близько 34 мільйонів років тому. Причинами похолодання, а через те і зледеніння вчені називають зменшення кількості CO2 в атмосфері Землі та відкриття протоки Дрейка.

## Льодовики
За результатами нового комплексного міжнародного дослідження танення льодовиків в Антарктиці за останні 30 років набуло гіперприскорення. Дослідження виявило, що з 1992 по 1996 рік два льодовикові щити, які утримують 99 % світового прісноводного льоду, зменшувалися на 116 млрд тонн на рік, дві третини з яких припадали на Антарктиду. Взагалі з 1992 року Земля втратила 8,3 трлн тонн льоду з двох льодовикових щитів, як показало дослідження. Цього достатньо, щоб затопити всю територію США на майже 0,9 м води або занурити під воду Францію на майже 15 м. Нове дослідження британських вчених демонструє підвищену чутливість антарктичних льодовиків до змін температури моря. Вчені зі Стенфордського університету заявили про те, що 130-кілометровий потік льоду в серці льодовика Твейтса, який також називають льодовиком Судного дня, може розширитися протягом 20 років. А це, у свою чергу, призведе до прискорення його танення та підвищення рівня моря. Взагалі, за 25 останніх років, понад 40 % шельфових льодовиків Антарктиди зменшилися, причому майже половина з них не демонструє жодних ознак відновлення. Про такі наукові висновки також повідомили, проаналізувавши понад 100 000 зображень, виконаних з космосу, і вчені з Університету Лідса (Велика Британія).
У грудні 2024 року, за підтвердженням експертів Британської антарктичної служби (BAS), один з найбільших айсбергів у світі A23a, звільнився від морського дна і розпочав свій дрейф в Південному океані. Айсберг, який за розмірами вдвічі перевищує Великий Лондон і важить майже 1 трлн тонн, утворився біля берегів Антарктиди в 1986 році, відколовшись від шельфового льодовика Фільхнера.